# Сьвідник (потік)
Сьвідник (пол. Świdnik) — гірський потік в Польщі, у Новосондецькому повіті Малопольського воєводства. Ліва притока Дунайця, (басейн Балтійського моря).

## Опис
Довжина притоку приблизно 5,14 км, найкоротша відстань між витоком і гирлом — 3,86  км, коефіцієнт звивистості річки — 1,34 . Формується безіменними потоками і частково каналізована.

## Розташування
Бере початок на північно-західних схилах гори Біловодзької (Роздзеле) (615,8 м) на висоті 480 м над рівнем моря у селі Хомраниці (гміна Хелмек). Тече переважно на північний схід через Завадку, село Сьвідник, і у Тенгобоже впадає у озеро Рожновське (річка Дунаєць).

## Цікаві факти
- Понад річкою пролягають туристичні шляхи, яки на мапі туристичній значаться кольором: жовтим (Марцинковіце — Біловодзька (616 м) — Роювка); синім (Скшентля-Роювка — Ядловець (482 м) — Табашова); зеленим (Тенгобоже — Бяла Вода).[4]